# Bishopstone, East Sussex
Bishopstone är en by i civil parish Seaford, i distriktet Lewes, i grevskapet East Sussex i England. Byn är belägen 11 km från Lewes. Bishopstone var en civil parish fram till 1934 när blev den en del av East Blatchington, Newhaven och South Heighton. Civil parish hade 409 invånare år 1931. Byn nämndes i Domedagsboken (Domesday Book) år 1086, och kallades då Biscopestone.